# Ciutadella-Vila Olímpica (metropolitana di Barcellona)
Ciutadella | Vila Olímpica è una stazione della linea 4 della metropolitana di Barcellona ed è il capolinea della linea T4 del Trambesós; si trova nel distretto di Sant Martí tra il Parco della Cittadella e il villaggio olimpico.
La stazione della metropolitana fu inaugurata nel 1977 e faceva parte dell'allora Linea IV con il nome di Ribera. Nel 1982 con la riorganizzazione delle linee divenne una stazione della L4 e cambiò il nome in Ciutadella. Nel 1992 con la costruzione del nuovo Villaggio Olimpico di Barcellona cambiò nuovamente il nome in Ciutadella | Vila Olímpica.
La stazione capolinea della linea T4 del Trambesòs è situata in superficie lungo la Carrer Wellington, ed è stata inaugurata il 14 luglio 2004.